# Ipanema
Ipanema è un quartiere (bairro) della Zona Sud della città di Rio de Janeiro in Brasile.
Fondata nel 1894, è una delle zone più ricche della città carioca insieme con i vicini quartieri di Leblon, Jardim Botânico e Gávea. L'avenida Vieira Souto è l'area in cui le proprietà sono più costose, con un prezzo che raggiunge i 24 mila reais al metro quadrato.
Il territorio di Ipanema confina con i quartieri di Leblon, Copacabana e Lagoa. L'amenità del luogo deriva dal fatto di trovarsi tra l'oceano Atlantico e la laguna Rodrigo Freitas.

## Spiaggia
La spiaggia di Ipanema è famosa per l'atmosfera vivace e per il suo sviluppo elegante. All'estremità occidentale sono presenti due montagne iconiche chiamate Dois Irmãos (Due Fratelli). La spiaggia è divisa in varie zone, ognuna con il proprio servizio di salvataggio. 
La spiaggia è frequentata, oltre che dai bagnanti, da persone che praticano beach volley, calcio, pallavolo e footvolley, uno sport originario del Brasile che è una combinazione di calcio e pallavolo. 
Nel periodo estivo, la spiaggia è una meta ideale per assistere a tramonti mozzafiato. Nel 2008, il Travel Channel degli Stati Uniti d'America ha inserito la spiaggia di Ipanema nella lista delle spiagge più belle al mondo.
Nei chioschi presenti per tutta la spiaggia viene venduta principalmente birra e la tradizionale cachaça.
Durante l'inverno, le onde possono raggiungere i tre metri di altezza. La forma della spiaggia permette la creazione di onde perfette per praticare il surf. La qualità dell'acqua varia da un chiaro colore blu-azzurro a un verde più torbido, specialmente dopo i periodi frequenti di forti piogge.

## Amministrazione
Ipanema fu istituito come bairro a sé stante il 23 luglio 1981 come parte della RA IV - Lagoa del municipio di Rio de Janeiro.

## Cultura di massa
Al quartiere e alla sua celebre spiaggia sull'oceano è dedicata la canzone Garota de Ipanema (la ragazza di Ipanema), una delle più famose del movimento musicale della bossa nova e della Música Popular Brasileira (MPB). Fu composta nel 1962 da Antônio Carlos Jobim e Vinícius de Moraes. La versione inglese, The Girl from Ipanema, fu interpretata da Frank Sinatra e Astrud Gilberto nel 1964 e fu successo mondiale. Mina ha anche interpretato La ragazza di Ipanema.